# Ефремов, Андрей Яковлевич
Андрей Яковлевич Ефремов (1910—1985) — советский лётчик военно-морской авиации, участник советско-финской и Великой Отечественной войн. Герой Советского Союза (13.08.1941). Полковник (23.03.1949).

## Молодость
Родился 26 августа 1910 года в селе Лазинка. Окончил школу фабрично-заводского ученичества в Москве, один курс железнодорожного рабфака в 1929 году, совпартшколу в 1930 году. С 1926 года работал на Московско-Курской железной дороге, затем на Московском вагоноремонтном заводе имени Войтовича. Член ВКП(б) с 1931 года.

## Начало военной службы и финская война
В марте 1932 года призван на службу в Рабоче-крестьянскую Красную Армию. В 1933 году окончил 3-ю военную школу лётчиков и летнабов имени К. Е. Ворошилова в Оренбурге. С декабря 1933 года служил в 121-й авиационной эскадрилье 105-й авиационной бригады ВВС Морских сил Балтийского моря: пилот, младший лётчик, командир корабля. С апреля 1938 года — командир звена 15-го авиационного полка ВВС КБВ. В 1939 году окончил Липецкие авиационные курсы усовершенствования ВВС РККА.
Участвовал в советско-финской войне с первого дня. Воевал с января 1940 года командиром звена 1-го минно-торпедного авиационного полка 63-й истребительной авиабригады ВВС Балтийского флота. Выполнил 38 (по другим данным, 32) боевых вылетов на бомбардировку объектов в глубоком тылу финнов, в том числе участвовал в бомбардировках Хельсинки. Награждён орденом Ленина.
С августа 1940 года командовал звеном в 1-м минно-торпедном авиаполку ВВС КБФ, с сентября — командир эскадрильи.

## Великая Отечественная война
С июня 1941 года — на фронтах Великой Отечественной войны, в звании капитана командовал эскадрильей 1-го минно-торпедного авиаполка 8-й авиабригады ВВС Балтийского флота. К началу августа 1941 года выполнил 26 боевых вылетов, потопил 2 судна противника.
В начале августа 1941 года стал одним из лётчиков, которым было поручено совершить первую бомбардировку Берлина. В ночь с 7 на 8 августа вылетел на задание во главе третьей авиагруппы после групп полковника Е. Н. Преображенского и капитана В. А. Гречишникова. Бомбардировщики вылетели с острова Сааремаа, полёт проходил в исключительно тяжёлых условиях, при температуре за бортом около 46 градусов ниже нуля. Тем не менее, Ефремов успешно достиг Берлина и сбросил бомбы на цели. В августе 1941 года выполнил 5 боевых вылетов на бомбардировку Берлина и 1 вылет на бомбардировку Данцига.
Указом Президиума Верховного Совета СССР от 13 августа 1941 года за «образцовое выполнение боевых заданий Командования на фронте борьбы с германским фашизмом и проявленные при этом отвагу и геройство» капитан Андрей Ефремов был удостоен звания Героя Советского Союза с вручением ордена Ленина и медали «Золотая Звезда» за номером 528.
С сентября 1941 года в составе полка участвовал в обороне Ленинграда. Совершал боевые вылеты на бомбардировку немецких объектов в Пскове и других городах, выставлял минные заграждения на Балтике, в ночь на 2 мая 1942 года в порту Котка прямым попаданием потопил крупный транспорт.
В июне 1942 года переведён на Черноморский флот и назначен заместителем командира 36-го минно-торпедного авиаполка 63-й тяжелой бомбардировочной авиабригады ВВС флота, а в июне 1942 года назначен командиром полка. Под его командованием полк участвовал в обороне Севастополя, в авианалётах на Ялту и другие базы легких военно-морских сил Германии и её союзников в Крыму, в битве за Кавказ, в борьбе с немецко-румынским судоходством на Чёрном море, в бомбардировках Констанцы, в Новороссийско-Таманской и Крымской наступательных операциях. В мае-июне 1944 года полк был перебазирован на Северный флот, где участвовал в Петсамо-Киркенесской наступательной операции. С ноября 1944 по март 1945 года подполковник А. Я. Ефимов командовал 5-й минно-торпедной авиационной дивизией ВВС Северного флота, которая вела борьбу с немецким судоходством на Баренцевом море и у берегов Норвегии. Затем опять вернулся на должность командира 36-го мтап.
Летом 1945 года полк в полном составе переведён на Тихоокеанский флот и участвовал в советско-японской войне.
С июня 1941 по март 1944 года выполнил 132 боевых вылета, в том числе 32 ночью (наградные документы за последующее время в ОБД «Память народа» отсутствуют). Воевал на бомбардировщиках ДБ-3 и «Бостон».

## Послевоенная служба
После окончания войны продолжил службу в Военно-морском флоте СССР. До января 1949 года командовал тем же полком. В 1949 году окончил Высшие офицерские лётно-тактические курсы авиации ВМС (Рига). С ноября 1949 года служил помощником командира 5-й минно-торпедной авиационной дивизии ВВС Северного флота, с мая 1950 года — заместителем командира этой дивизии. С мая 1952 по декабрь 1953 года командовал 1-м минно-торпедным авиаполком, который был придан Высшим офицерским лётно-тактическим курсам ВМФ.
В 1954 году окончил курсы усовершенствования командиров и начальников штабов авиадивизий при Военно-воздушной академии, затем вновь командовал 1-м мтап. С марта 1959 года — командир 20-го учебного авиационного отряда ВВС Балтийского флота, с октября 1963 года — начальник 125-й школы авиационных механиков ВВС КБФ. С июня 1964 года полковник А. Я. Ефремов в запасе.
Проживал в Москве, работал директором Ждановского парка культуры и отдыха, затем лектором общества «Знание». Позднее переехал в Ригу. Скончался 5 января 1985 года, похоронен на Гарнизонном кладбище Риги.

## Награды
- Герой Советского Союза (13.08.1941)
- два ордена Ленина (13.08.1941, 30.12.1956[9])
- четыре ордена Красного Знамени (19.02.1942, 14.06.1942, 7.11.1943, 27.12.1951[9])
- орден Отечественной войны 1-й степени (4.04.1944)
- три ордена Красной Звезды (1944, 30.04.1947[9], 14.08.1957)
- медаль «За боевые заслуги» (3.11.1944)[9]
- медаль «За оборону Ленинграда»
- медаль «За оборону Кавказа»
- медаль «За оборону Советского Заполярья»
- медаль «За победу над Японией»
- другие медали[5]
- знак «50 лет пребывания в КПСС»